# Malenka flexura
Malenka flexura är en bäcksländeart som först beskrevs av Peter Walter Claassen 1923.  Malenka flexura ingår i släktet Malenka och familjen kryssbäcksländor. Inga underarter finns listade i Catalogue of Life.